# والی زیایا
والی زیایا (انگلیسی: Wally Ziaja؛ زادهٔ ۲ ژوئیهٔ ۱۹۴۹) بازیکن فوتبال اهل ایالات متحده آمریکا بود.
وی به‌همراه تیم ملی فوتبال ایالات متحده آمریکا در بازی‌های المپیک تابستانی ۱۹۷۲ شرکت کرده‌است.